# IC 3530
IC 3530 ist eine linsenförmige Zwerggalaxie vom Hubble-Typ S? im Sternbild Coma Berenices am Nordsternhimmel. Sie schätzungsweise 48 Millionen Lichtjahre von der Milchstraße entfernt und hat einen Durchmesser von etwa 20.000 Lj.

Im gleichen Himmelsareal befinden sich u. a. die Galaxien NGC 4539, IC 3473, IC 3484, IC 3580.
Das Objekt wurde am 7. Mai 1904 vom US-amerikanischen Astronomen Royal Harwood Frost entdeckt.